# Labrun
Labrun ist ein Ortsteil der Stadt Annaburg im Landkreis Wittenberg in Sachsen-Anhalt.

## Geografie
Der Ort liegt ca. 45 km südöstlich von Wittenberg und ca. 20 km nördlich von Torgau in den Niederungen am Ostufer der Elbe westlich der Annaburger Heide zwischen Prettin, Bethau, Großtreben, Plossig und Groß Naundorf.

## Geschichte
Labrun wurde vermutlich im Jahr 1159 von flämischen Einwanderern gegründet. Diese wurden vom Erzbischof von Magdeburg Wichmann von Seeburg und Albrecht dem Bären in diesem Gebiet angesiedelt.
Labrun wurde durch das Hochwasser der Elbe im August 2002 überflutet und seither umfassend restauriert.
Am 1. Januar 2011 wurde Labrun nach Annaburg eingemeindet.

## Sehenswürdigkeiten
Der Ort wies eine ursprünglich um 1620 durch die Kurfürstin-Witwe Hedwig neu errichtete Kirche aus Holz auf. Deren bauzeitliche Ausstattung (Kanzel, Kanzeluhr, Altarretabel) von hohem künstlerischen Wert wurde zwischen 1883 und 1884 geschlossen in den damals neu errichteten Nachfolgebau aus Backstein übertragen. Die Sandsteintaufe datiert auf das Jahr 1597. Namenspatrone der Filialkirche der Pfarrstelle Prettin sind die Apostel „St. Peter und Paul“.

## Verkehrsanbindung
Westlich des Ortes verläuft die Bundesstraße 182 und nördlich die Bundesstraße 187. Im Süden grenzt Labrun an Sachsen.